# Stanghelle
Stanghelle este o localitate din comuna Vaksdal, provincia Hordaland, Norvegia, cu o suprafață de 0,4 km² și o populație de 783 locuitori (2013).